# Gregorio de Salinas
Gregorio (de) Salinas (¿? - Plasencia, 1672) fue un compositor y maestro de capilla español.

## Vida
Se desconoce el origen y la formación del maestro Salinas.
Por el testamento del esterero Manuel López, se sabe que en 1658 era músico de la capilla de música del Real Monasterio de la Encarnación de Madrid. El hecho viene confirmado en los villancicos conservados en la Catedral de Zaragoza, donde aparece entre los intérpretes junto a un tal Lorenzo Salinas y varios miembros de la Capilla Real de Felipe IV. Es muy probable que Lorenzo Salinas estuviese emparentado con Gregorio. Ambos parecen en las particelas del villancico Vengan todos al incendio del maestro Juan Pérez Roldán, donde Lorenzo es mencionado como tiple y Gregorio como bajón.
En la década de 1650 el cabildo de la Catedral de Ciudad Rodrigo eligió a Gregorio de Salinas como maestro de capilla, ya que el cargo llevaba vacante desde hacía años, ejerciendo el sochantre Juan Piñero el cargo de forma interina desde por lo menos 1649. Salinas ni venía a Ciudad Rodrigo para tomar posesión del cargo, ni decía cuando iba a venir, por lo que el cabildo decidió llamar de vuelta a Juan Piñero como maestro de capilla, que entretanto se había ido a otra catedral como sochantre. Tras la partida de Piñero se nombró al  cantor Martín Lazcano como interino hasta la llegada del maestro Carrasco. Carrasco debió fallecer hacia 1662 y el organista Antonio de la Cruz pasó a ejercer el magisterio de forma interina. En 1663 se recibía de nuevo a Gregorio Salinas en el magisterio, a petición de él mismo. Pero solo permaneció unos meses, ya que a finales del año partía de su cargo.
Desde Ciudad Rodrigo pasó a la Catedral de Lugo, con el mismo cargo, que había dejado vacante su antecesor, Francisco de Castro. Se desconoce más información de su estancia en Lugo, aparte de que fue sucedido en el cargo por Francisco Dalma. Debió ser al poco de llegar a Lugo, en agosto de 1664, que se presentó a las oposiciones para el magisterio de la Catedral de Cuenca, donde se enfrentó sin éxito a Alonso Xuárez, que conseguiría el cargo en septiembre de ese año.

Leyóse carta del señor chantre de 20 de este mes en que se da cuenta de lo que ha pasado en razón de la elección de Maestro de Capilla y refiere la suficiencia y partes que hay en la persona de Alonso Xuárez y la que hay en la de Gregorio de Salinas. Y entendida dicha carta, el cabildo acordó se escriba al señor chantre y se informe del natural y condición de cada uno de estos maestros. Y se escriba al maestro Juan de Padilla a Toledo para que informe lo que le pareciere de estos dos sujetos.
Actas capitulares de la Catedral de Cuenca, 23 de agosto de 1664

Tras la partida de Blas Gómez en 1670 a la Catedral de Ciudad Rodrigo, el magisterio de la Catedral de Plasencia quedaba vacante. Le sucedería Gregorio de Salinas, que solo estuvo escasos dos años en el cargo, ya que fallecía en la ciudad a comienzos de 1672.

## Obra
Se conservan en el archivo de música de las catedrales de Zaragoza seis villancicos de Gregorio de Salinas, dos de Navidad, tres de Reyes y uno al Santísimo.
- Ay miño dono, dúo al Nacimiento escrito en lengua gallega.
- Cuidado ninguno se duerma, villancico a nueve voces, órgano y bajo continuo.
- Qué dize zagales, villancico a nueve voces, órgano y bajo continuo.
- Reyes volad corred, villancico a doce voces y órgano.
- Salve Regina, antífona a doce voces, órgano y bajo continuo.
- Vengan los Reyes (1650), villancico a nueve voces, arpa y órgano.
- Zagales fiesta de toros (1652), villancico de Reyes a doce voces y órgano, del que se ha conservado las instrucciones de ejecución, la estructura y el orden de sus secciones.

Salinas también dejó numerosas composiciones en la Catedral de Plasencia, que se seguían interpretando muchos años después de su fallecimiento. De estas obras no se ha conservado ninguna.